# After - Depois da Verdade
After We Collided (bra/prt: After - Depois da Verdade) é um filme de romance New Adult, sequência de After, baseado no best-seller do mesmo nome. Roger Kumble ficou responsável pela direção do filme e a autora do livro, Anna Todd escreveu o roteiro. Josephine Langford e Hero Fiennes-Tiffin retornam para os papéis principais.
After We Collided foi lançado na Europa em 2 de setembro de 2020, antes de ser lançado simultaneamente nos cinemas e em vídeo sob demanda nos Estados Unidos, em 23 de outubro de 2020, pela Open Road Films. Com um sucesso de bilheteria, o filme tem mais duas  sequências confirmadas que estão em desenvolvimento.

## Sinopse
Hardin Scott (Hero Fiennes Tiffin) e Tessa Young (Josephine Langford) não estão mais juntos. Enquanto Hardin vive praticando hábitos não saudáveis, Tessa começa um estágio na Editora Vance, onde ela conhece Trevor (Dylan Sprouse), que confunde sua vida amorosa.

## Elenco
- Hero Fiennes-Tiffin como Hardin Scott
- Josephine Langford como Tessa Young
- Dylan Sprouse como Trevor Matthews
- Shane Paul McGhie como Landon Gibson
- Rob Estes como Ken Scott
- Candice King como Kimberly Vance
- Charlie Weber como Christian Vance
- Selma Blair como Carol Young
- Pia Mia como Tristan
- Samuel Larsen como Zed Evans
- Inanna Sarkis como Molly Samuels
- Louise Lombard como Trish
- Karimah Westbrook como Karen Scott
- Max Ragone como Smith Vance
- John Jackson Hunter como Hardin criança
- Khadijha Red Thunder como Steph Jones
- Dylan Arnold como Noah Porter
- Stefan Rollins como Richard Young

## Produção

### Desenvolvimento
A Voltage Pictures adicionou uma sequência de After à sua programação de vendas no Festival de Cannes. A primeira adaptação do best-seller que estreou em 11 de abril de 2019, vem fervendo as bilheterias internacionais, tendo arrecado mais de 57 milhões de dólares no mercado estrangeiro e 70 milhões de dólares ao redor do mundo.
Os produtores do próximo filme são Todd, Jennifer Gibgot, Aron Levitz e Eric Lehrman do Wattpad, Andrew Panay, Mark Canton da CalMaple, e Courtney Solomon. Nicolas Chartier e Jonathan Deckter, da Voltage, serão os produtores executivos.

### Diretor
Em 4 de agosto de 2019, foi divulgado que Roger Kumble será o diretor da sequência.

### Elenco
Em 4 de agosto de 2019, Dylan Sprouse confirmou sua participação no filme como Trevor Matthews. Em 15 de agosto, o portal Deadline divulgou que Candice King, Charlie Weber, Louise Lombard, Kamirah Westbrook e Rob Estes entraram para o elenco do filme.

### Filmagens
Anna Todd confirmou na feira literária Book Bonanza! que a principal fotografia do filme começaria em 12 de agosto de 2019 em Atlanta, Geórgia. A produção foi concluída em 16 de setembro de 2019.